# Piero Fiorelli
Piero Fiorelli (Firenze, 21 aprile 1923 – Firenze, 22 luglio 2025) è stato un linguista, storico della letteratura e giurista italiano.

## Biografia
Ha insegnato nelle università di Roma, di Trieste e di Firenze.
Allievo di Francesco Calasso, si è dedicato allo studio della lingua del diritto, e alla riflessione — da un punto di vista filosofico e storico insieme, e in dialogo con filosofi, giuristi e linguisti (tra cui Pietro Piovani, Giacomo Devoto e Giovanni Nencioni) — sulle analogie e i rapporti tra questi due fondamentali aspetti dell'esperienza umana (la lingua e il diritto, appunto).
Ha fondato l'Istituto per la documentazione giuridica del Consiglio nazionale delle ricerche, e ne è stato il primo direttore. È stato l'animatore di varie iniziative lessicografiche — sempre nel campo della lingua giuridica, antica e moderna —, che si sono spesso avvalse degli apporti della tecnologia informatica.
È autore d'un fondamentale saggio storico su La tortura giudiziaria nel diritto comune (2 vol., Milano, 1953-54).
Come linguista, è stato fortemente influenzato da Bruno Migliorini, professore a Firenze di storia della lingua italiana.
Accademico della Crusca, consigliere dell'Associazione fonetica internazionale, Fiorelli ha studiato con predilezione la fonetica dell'italiano, con un metodo che contempera il punto di vista strutturale con quello storico.
Responsabile delle trascrizioni fonetiche dei lemmi del Dizionario enciclopedico italiano, èdito dall'Istituto dell'Enciclopedia italiana (Treccàni), ha poi trasfuso i risultati di decenni di ricerche e meditazioni sui problemi, spesso sottili, della pronuncia e della grafia della nostra lingua nel Dizionario d'ortografia e di pronunzia (DOP: I ed. a stampa, 1969; II: 1981; coautori: Bruno Migliorini e Carlo Tagliavini; III ed., triplicata nel contenuto: 2010, con Tommaso Francesco Bórri). Curò poi, con lo stesso Bórri, la nuova edizione multimediale del DOP (in rete dal 2007).
Ha pubblicato l'opera Intorno alle parole del diritto (Giuffré 2008).
Con Ilio Calabresi ha inoltre corredato della trascrizione fonematica tutti gli esponenti dello Zingarelli (nella sua X edizione, del 1970).
Già presidente della commissione toponomastica del comune di Firenze, è autore, con Maria Venturi, d'uno stradario storico e amministrativo, in tre volumi, del capoluogo toscano.
Si è spento la notte del 23 luglio 2025 a 102 anni.